# زنان در مکزیک
وضعیت زنان در مکزیک به‌طور قابل توجهی در طول زمان تغییر کرده‌است. تا قرن ۲۰ام، مکزیک یک کشور عمدتاً روستایی بود، با وضعیت زنان روستایی که در چارچوب خانواده و جامعه محلی تعریف می‌شد. با شروع شهرنشینی در قرن ۱۶، پس از تسخیر امپراتوری آزتک توسط اسپانیا و دوران استعمارگری اسپانیا در این کشور شهرها فرصت‌های اقتصادی و اجتماعی را فراهم کرده‌اند که در روستاهای روستایی امکان‌پذیر نیست. کاتولیک رومی در مکزیک نگرش‌های اجتماعی را در مورد نقش اجتماعی زنان شکل داده‌است و بر نقش زنان به عنوان پرورش دهندگان خانواده تأکید می‌کند و مریم باکره به عنوان یک الگو به‌شمار می‌رود. ماریانیسمو با نقش زنان در خانواده تحت اقتدار مردان یک ایده‌آل بوده‌است. در قرن بیستم، زنان مکزیکی گام‌های بلندی در جهت داشتن موقعیت حقوقی و اجتماعی برابرتر برداشتند. در سال ۱۹۵۳ به زنان مکزیک حق رای در انتخابات ملی داده شد.
زنان شهری در مکزیک در کارخانه‌ها کار می‌کردند که اولین آنها کارخانه‌های تنباکو بود که در شهرهای بزرگ مکزیک به عنوان بخشی از انحصار پرسود تنباکو تأسیس شد. زنان در دوران استعمار شرکت‌های مختلفی را اداره می‌کردند و بیوه‌های تاجران نخبه به اداره تجارت خانوادگی ادامه می‌دادند. در دوره‌های پیش از اسپانیایی و استعماری، زنان غیرنخبگان در بازارها فروشنده‌های کوچک بودند. در اواخر قرن نوزدهم، زمانی که مکزیک اجازه سرمایه‌گذاری خارجی در شرکت‌های صنعتی را داد، زنان فرصت‌های بیشتری برای کار در خارج از خانه پیدا کردند. اکنون می‌توان زنانی را دید که در کارخانه‌ها، چرخ دستی‌های غذای قابل حمل کار می‌کنند و کسب و کار خود را دارند. در سال ۱۹۱۰، زنان ۱۴ درصد از نیروی کار را تشکیل می‌دادند، در حالی که تا سال ۲۰۰۸ آنها ۳۸ درصد بودند.
زنان مکزیکی با تبعیض و در مواقعی مورد آزار و اذیت مردانی قرار می‌گیرند که علیه آن‌ها بدجنسی می‌کنند. اگرچه زنان در مکزیک در حال پیشرفت‌های بزرگ هستند، اما با انتظار سنتی که سرپرست خانواده هستند، مواجه هستند. مارگاریتا والدس پژوهشگر زمینه زنان بیان کرد که در حالی که نابرابری‌های کمی توسط قانون یا سیاست در مکزیک تحمیل شده‌است، نابرابری‌های جنسیتی که توسط ساختارهای اجتماعی و انتظارات فرهنگی مکزیکی تداوم یافته‌است، توانایی‌های زنان مکزیکی را محدود می‌کند.
از سال ۲۰۱۴، مکزیک بالاترین میزان قتل زنان در جهان را دارد.

## تاریخ

### جوامع پیش از کلمبیا

##### مایا
تمدن مایاها در ابتدا در دوره پیش کلاسیک (حدود ۲۰۰۰ قبل از میلاد تا ۲۵۰ پس از میلاد) تأسیس شد. طبق گاهشماری اجماع در آمریکای مرکزی، بسیاری از شهرهای مایا در طول دوره کلاسیک (حدود ۲۵۰ تا ۹۰۰ پس از میلاد) به بالاترین وضعیت توسعه خود رسیدند و در طول دوره پس از کلاسیک تا ورود اسپانیایی‌ها در ۱۵۱۹ پس از میلاد ادامه یافتند. زنان در جامعه مایاها از نظر موقعیت، ازدواج و ارث محدود بودند. در تمام جوامع قبل از کلمبیا، ازدواج بهترین حالت برای زنان بعد از سن بلوغ بود. زنان نجیب اغلب با حاکمان پادشاهی‌های همسایه ازدواج می‌کردند، بنابراین اتحادهای سلسله ای ایجاد می‌کردند
اگرچه اکثریت این زنان مسئولیت‌های سیاسی کمی داشتند، اما برای ساختار سیاسی دولت حیاتی بودند. زنان نخبه از جایگاه بالایی در جامعه خود برخوردار بودند و گاه فرمانروای ایالت‌های شهر بودند. در میان تعداد انگشت شماری از فرمانروایان زن، بانو آهپو کاتوم از پیدراس نگراس و بانو آفو هه از پالنکه بودند. اگرچه زنان نفوذ سیاسی کمی داشتند، اما داده‌های گلیف مایا شامل صحنه‌های بسیاری با شرکت یک زن در فعالیت‌های عمومی مختلف است و شجره نامه‌ها حق حاکمان مرد برای قدرت را از طریق اعضای زن خانواده‌شان نشان می‌دهند.
زنان نمی‌توانستند زمین داشته باشند یا وارث شوند. آنها صاحب کالاهایی بودند که می‌توان آنها را زنانه نامید که شامل اشیاء خانگی، حیوانات اهلی، کندوهای زنبور عسل و لباس‌های خودشان بود. زنان می‌توانستند دارایی خود را وصیت کنند، اما این دارایی جنسیت خاص بود و معمولاً ارزش چندانی نداشت.

##### آزتک
کلمه «آزتک» به گروه‌های قومی خاصی در مکزیک مرکزی اشاره دارد، به‌ویژه آن دسته از گروه‌هایی که به زبان ناهواتل صحبت می‌کردند و از سال ۱۳۰۰ تا ۱۵۰۰ پس از میلاد بر بخش‌های وسیعی از آمریکای شمالی تسلط داشتند. به هر دختر دوک‌ها و شاتل‌های کوچک داده می‌شد تا نماد نقش آینده او در تولید خانگی باشد. بند ناف او را نزدیک شومینه خانه اش دفن کردند به این امید که نگهبان خوبی برای خانه باشد.
انتظار می‌رفت که دختران مجرد که بزرگ می‌شدند باکره باشند و از نزدیک تحت تعقیب قرار می‌گرفتند تا اطمینان حاصل شود که باکرگی آنها تا زمان ازدواجشان دست نخورده باقی می‌ماند. دختران پس از رسیدن به بلوغ ازدواج می‌کردند زیرا ازدواج حالت ایده‌آل برای زنان بود. تخمین زده می‌شود که نود و پنج درصد از زنان بومی ازدواج کرده بودند. انتظار می‌رفت زوج‌ها در کنار هم بمانند، با این حال جامعه آزتک طلاق را به رسمیت شناخت و هر یک از شریک‌ها دارایی خود را که پس از طلاق وارد ازدواج شده بود، حفظ کردند.
همانند جامعه مایا، زنان نجیب آزتک در ازدواج خود انتخاب چندانی نداشتند، زیرا ایجاد اتحاد یک موضوع سیاست دولتی بود. در رابطه با ارث و حقوق مالکیت، زنان آزتک به شدت محدود بودند. اگرچه زنان مجاز به ارث بردن دارایی بودند، اما حقوق آنها از آن بیشتر به حقوق استفاده بود. اموالی که به کودکان داده می‌شد در جایی که می‌توانست وصیت می‌شد یا فروخته می‌شد، بسیار آزاد بود.